# کودرون سی.۴۶۰
کودرون سی. ۴۶۰ (به انگلیسی: Caudron_C.460) یک هواگرد ملخ‌پیشین تک‌موتوره از نوع مسابقه‌ای ساخت شرکت Caudron است. هواگرد کودرون سی. ۴۶۰ نخستین پروازش را در ۱۹۳۴ میلادی انجام داد. در مجموع، تعداد ۶ فروند از این هواگرد ساخته شده‌است.
طراح این هواگرد، Marcel Riffard بود.